# Capu Rossu , Scandola, revellata, Calvi
Capu Rossu , Scandola, revellata, Calvi este o arie protejată (arie de protecție specială avifaunistică — SPA) din Franța întinsă pe o suprafață de 99.561 ha, integral marine.

## Localizare
Centrul sitului Capu Rossu , Scandola, revellata, Calvi este situat la coordonatele 42°34′22″N 8°35′23″E / 42.57278°N 8.58972°E.

## Înființare
Situl Capu Rossu , Scandola, revellata, Calvi a fost declarat arie de protecție specială avifaunistică în baza directivei 79/409 din 1979 referitoare la conservarea păsărilor sălbatice pentru a proteja 4 specii de animale.

## Biodiversitate
Situată în ecoregiunea mediteraneană, aria protejată nu include niciun habitat protejat.
La baza desemnării sitului se află mai multe specii protejate de  păsări (4): Calonectris diomedea, Larus audouinii, Phalacrocorax aristotelis desmarestii, Puffinus yelkouan.